# Espace complet
Pour les articles homonymes, voir Complétude et Complet.
En mathématiques, un espace métrique complet est un espace métrique dans lequel toute suite de Cauchy converge dans ce même espace. La propriété de complétude dépend de la distance. Il est donc important de toujours préciser la distance que l'on prend quand on parle d'espace complet.
Intuitivement, un espace est complet s'il « n'a pas de trou », s'il « n'a aucun point manquant ». Par exemple, les nombres rationnels ne forment pas un espace complet, puisque √2 n'y figure pas alors qu'il existe une suite de Cauchy de nombres rationnels ayant cette limite. Il est toujours possible de « remplir les trous » amenant ainsi à la complétion d'un espace donné.
La complétude peut être définie plus généralement pour les espaces uniformes, comme les groupes topologiques.

## Exemples
- Soit l'espace ℚ des nombres rationnels muni de la distance usuelle d(x, y) = |x – y|. Cet espace n'est pas complet. En effet, considérons la suite définie par :{\displaystyle x_{0}=2\qquad {\text{et}}\qquad x_{n+1}={x_{n} \over 2}+{1 \over x_{n}}.}C'est une suite de Cauchy de nombres rationnels, mais elle ne converge vers aucune limite appartenant à ℚ. En fait, considérée comme suite  de nombres réels, elle converge vers la racine carrée de 2, qui est un nombre irrationnel.
- L'intervalle ouvert ]0, 1[ muni de la distance usuelle n'est pas complet non plus : la suite {\displaystyle \textstyle ({\frac {1}{n}})_{n\in \mathbb {N} \setminus \{0,1\}}} est de Cauchy mais elle n'a pas de limite dans l'intervalle.
- L'intervalle réel fermé [0, 1] muni de la distance usuelle est complet.
- L'espace ℝ des nombres réels et l'espace ℂ des nombres complexes, munis de la distance usuelle d(x, y) = |x – y|, sont complets[1].
- Tous les espaces vectoriels normés de dimension finie sur ℝ sont des espaces de Banach, c'est-à-dire des espaces vectoriels normés complets. Remarque : sur ℝn, comme sur tout espace vectoriel réel de dimension finie, toutes les normes sont équivalentes, en particulier les trois les plus utilisées : ǁ ǁ1, ǁ ǁ2 et ǁ ǁ∞.
- L'espace ℚp des nombres p-adiques muni de la distance p-adique est complet pour tout nombre premier p. Cet espace complète ℚ avec la métrique p-adique tout comme ℝ complète ℚ avec la métrique usuelle.
- Pour tout ensemble S, l'ensemble Sℕ* des suites de S indexées par les entiers strictement positifs devient un espace métrique complet si l'on définit la distance entre deux suites distinctes {\displaystyle (x_{n})_{n\in \mathbb {N} ^{*}}} et {\displaystyle (y_{n})_{n\in \mathbb {N} ^{*}}} comme étant égale à 1/N, où N est le plus petit indice pour lequel {\displaystyle x_{N}\neq y_{N}}.

## Quelques théorèmes
- Un espace métrique est complet si et seulement si toute suite décroissante de fermés non vides dont la suite des diamètres tend vers 0 a une intersection non vide (voir Théorème des fermés emboîtés).
- Tout espace métrique compact est complet. En fait, un espace métrique est compact si et seulement s’il est complet et précompact[2].
- Tout sous-espace fermé d'un espace complet est complet, et tout sous-espace complet d'un espace métrique (non nécessairement complet) est fermé.
- Si X est un ensemble et M un espace métrique complet, alors l'ensemble MX des applications de X dans M, muni de la distance uniforme, est complet[2]. Le sous-espace fermé B(X, M) des fonctions bornées l'est donc aussi. Sur ce sous-espace, une distance uniformément équivalente à la distance uniforme est{\displaystyle d(f,g):=\sup \left\{\,d(f(x),g(x))\mid x\in X\,\right\}.}Si de plus X est un espace topologique, le sous-espace C(X, M) de MX constitué des fonctions continues est également fermé donc complet, ainsi que l'intersection Cb(X, M), constituée des fonctions continues bornées.
- Le théorème de Baire montre que tout espace métrique complet est un espace de Baire[2].
- Théorème du point fixe : toute application f contractante d'un espace métrique complet dans lui-même admet un unique point fixe qui est limite de toute suite définie de la manière suivante :{\displaystyle x_{0}{\text{ quelconque, }}x_{n+1}=f(x_{n}).}[2]
- Un produit fini ou dénombrable d'espaces métriques complets est complet (en fait, un produit quelconque d'espaces uniformes complets est complet ; l'hypothèse supplémentaire de dénombrabilité ne sert qu'à conserver la métrisabilité).
- Un espace vectoriel normé E est complet si et seulement si toute série absolument convergente d'éléments de E est convergente : c'est la caractérisation des espaces de Banach par les séries.
- La notion d'oscillation permet de démontrer un théorème de Lavrentiev[3] : si X et Y sont deux espaces métriques complets et A ⊂ X, B ⊂ Y deux parties denses, tout homéomorphisme de A dans B s'étend en un homéomorphisme entre deux Gδ (A' et B', avec A ⊂ A' ⊂ X et B ⊂ B' ⊂ Y).

## Complété d'un espace métrique
Pour tout espace métrique {\displaystyle E}, il existe un espace métrique complet {\displaystyle {\hat {E}}} qui contient {\displaystyle E} comme sous-espace dense.
Une façon de construire un tel espace {\displaystyle {\hat {E}}} est de plonger {\displaystyle E} (isométriquement) dans l'espace complet des fonctions bornées de {\displaystyle E} dans {\displaystyle \mathbb {R} } (c'est le plongement de Kuratowski) et de prendre pour {\displaystyle {\hat {E}}} l'adhérence de l'image de {\displaystyle E}. Une autre façon est de prendre pour {\displaystyle {\hat {E}}} l'ensemble des suites de Cauchy de {\displaystyle E} quotienté par une relation d'équivalence adéquate, en mimant la construction des nombres réels par les suites de Cauchy.
Vu comme espace métrique complet contenant {\displaystyle E}, un tel espace {\displaystyle {\hat {E}}} est caractérisé (à unique isomorphisme près), au choix, par l'une des deux propriétés universelles suivantes, :
- toute injection isométrique de {\displaystyle E} dans un espace métrique complet {\displaystyle F} s'étend de façon unique en une injection isométrique de {\displaystyle {\hat {E}}} dans {\displaystyle F} ;
- toute application uniformément continue de {\displaystyle E} vers un espace métrique complet {\displaystyle F} possède un unique prolongement continu de {\displaystyle {\hat {E}}} vers {\displaystyle F}. De plus, ce prolongement est uniformément continu.

L'espace {\displaystyle {\hat {E}}} est appelé le complété de {\displaystyle E}.
Si cette procédure est appliquée à un espace vectoriel normé, on obtient un espace de Banach contenant l'espace original comme sous-espace dense. En l'appliquant à un espace préhilbertien, on obtient un espace de Hilbert.
L'espace {\displaystyle {\hat {E}}}, vu simplement comme espace métrique complet muni d'une application uniformément continue de {\displaystyle E} dans {\displaystyle {\hat {E}}}, est encore caractérisé à unique isomorphisme près par la seconde propriété universelle ci-dessus, mutatis mutandis (en particulier, « isomorphisme » ne signifie alors plus « bijection isométrique » mais « bijection uniformément continue ainsi que sa réciproque »). {\displaystyle {\hat {E}}} est même, en tant qu'espace uniforme, le séparé complété de {\displaystyle E}.

## Espace complètement métrisable
La complétude est une propriété métrique, mais pas topologique, ce qui signifie qu'un espace métrique complet peut être homéomorphe à un espace qui ne l'est pas. Par exemple, pour la distance usuelle, l'espace des nombres réels est complet, bien qu'homéomorphe à l'intervalle ]–1, 1[ qui, lui, ne l'est pas – un exemple d'homéomorphisme est la bijection h de ]–1, 1[ dans ℝ définie par h(x) = tan(xπ/2) ; ou encore, le sous-espace des irrationnels n'est pas complet, alors qu'il est homéomorphe à l'espace de Baire ℕℕ, qui l'est.
Un espace topologique est dit complètement métrisable s'il existe une métrique complète induisant la topologie de cet espace. Par exemple, ]–1, 1[ (muni de la distance usuelle) n'est pas complet, mais il est complètement métrisable, car sa topologie est également induite par la distance complète d(x, y) = |h(y) – h(x)|, où h est n'importe quel homéomorphisme de ]–1, 1[ dans ℝ. À l'inverse, sur ℚ, aucune distance équivalente à la distance usuelle n'est complète, car aucun espace dénombrable sans point isolé n'est complètement métrisable, ni même de Baire.
Un espace complètement métrisable est même complètement de Baire (et bien sûr métrisable).
Tout espace uniforme complet métrisable est complètement métrisable.
Les deux théorèmes suivants sont dus respectivement à Pavel Aleksandrov et Stefan Mazurkiewicz : 
- Tout Gδ d'un espace métrique complet est complètement métrisable.
- Réciproquement, dans un espace métrique, tout sous-espace complètement métrisable est un Gδ.Le second est une application immédiate du théorème de Lavrentiev mentionné précédemment. Le premier se démontre d'abord pour un ouvert U d'un espace complet M — U est homéomorphe à un fermé de M×ℝ, par le plongement u ↦ (u, 1/d(u, M\U)) — puis s'étend à une intersection dénombrable H de tels ouverts — H est homéomorphe à un fermé de leur produit, par l'application diagonale.

On en déduit facilement qu'un espace métrisable est complètement métrisable si et seulement s'il est un Gδ dans son compactifié de Stone-Čech, ou encore dans tout espace complètement régulier où il est dense.
Un espace séparable complètement métrisable est dit polonais.

## Espace quasi complet et espace semi-complet
Un espace localement convexe E sur le corps des réels ou des complexes est dit quasi complet si tout filtre de Cauchy borné converge dans E.
Un espace uniforme est dit semi-complet s'il est séquentiellement complet, c'est-à-dire si toutes ses suites de Cauchy convergent.
Puisqu'une suite de Cauchy dans E est bornée dans E, si E est quasi complet, il est semi-complet.
Si un espace localement convexe est complet, il est quasi complet. La réciproque est fausse. Par exemple, un espace de Banach réflexif de dimension infinie, muni de sa topologie affaiblie, est quasi complet mais non complet.
En revanche, si un espace localement convexe métrisable est quasi complet, il est complet.